# NGC 1527
NGC 1527 је спирална галаксија у сазвежђу Часовник која се налази на NGC листи објеката дубоког неба.
Деклинација објекта је - 47° 53' 48" а ректасцензија 4h 8m 24,1s. Привидна величина (магнитуда) објекта NGC 1527 износи 10,7 а фотографска магнитуда 11,7. Налази се на удаљености од 16,375 милиона парсека од Сунца. NGC 1527 је још познат и под ознакама ESO 201-20, PGC 14526.